# Moonlight Serenade (chanson)
Pour les articles homonymes, voir Moonlight Serenade, Sérénade et Clair de lune (homonymie).
Clip vidéo
[vidéo] « Moonlight Serenade - Glenn Miller (1939) », sur YouTube
Moonlight Serenade (« Sérénade au clair de lune », en anglais, prononcé : [ˈmunˌlaɪt ˌsɛɹəˈneɪd]) est un standard de jazz et une swing ballade, composée en avril par Glenn Miller; auxquels furents ajoutés, 2 mois plus tard, les paroles de Mitchell Parish. Enregistrée pour la première fois par Glenn Miller et son big band jazz chez Bluebird Records en mai 1939, elle devient son indicatif musical et un des plus importants succès internationaux de son répertoire.

## Histoire

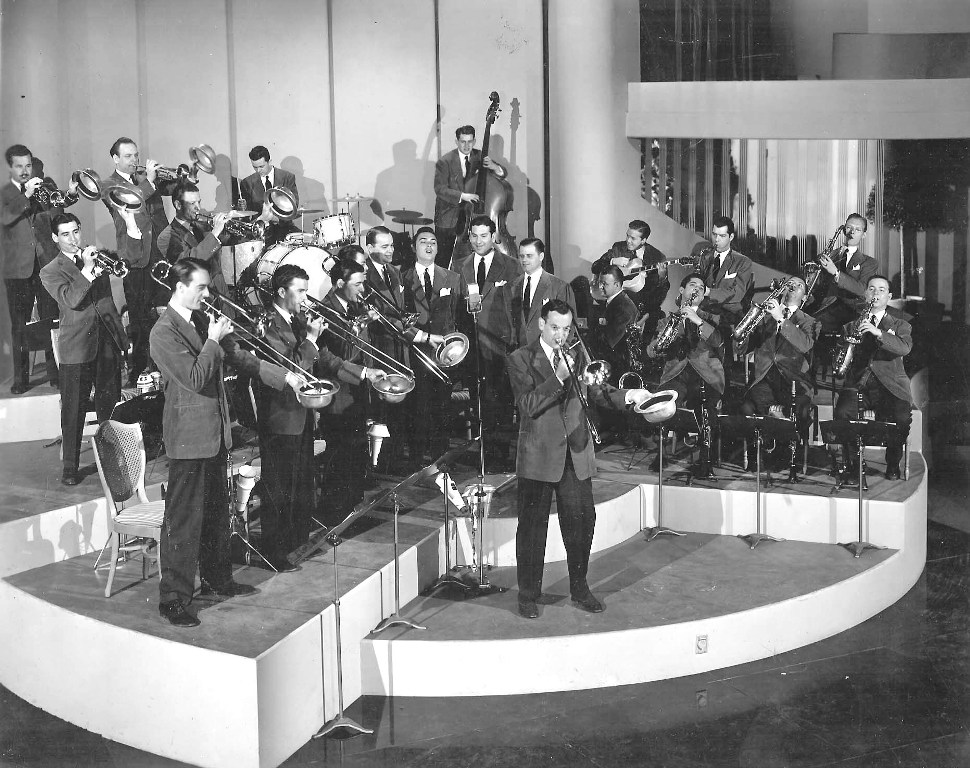
Glenn Miller et son big band jazz & swing des années 1940

Intitulée à l'origine Now I Lay Me Down To Weep, ce titre est enregistré par Glenn Miller en face B de son disque 78 tours Sunrise Serenade (en) (sérénade au lever de soleil) de 1939. Sa version instrumentale devient son indicatif musical, et un des grands succès immédiats de big band de « l’ère du swing américain » des années 1940, au sommet des charts américains pendant de nombreuses semaines. Elle est reprise en particulier dans son premier film musical Tu seras mon mari de 1941, de H. Bruce Humberstone, avec d'autres grands succès, dont In the Mood, Chattanooga Choo Choo, ou I Know Why (And So Do You)..., ainsi que dans le film Romance inachevée, d'Anthony Mann de 1954 (L'histoire de Glenn Miller, The Glenn Miller Story)... Ce titre fait partie des grands succès de son célèbre big band « Glenn Miller Army Air Force Band » de l'armée américaine, durant la seconde Guerre mondiale, édité en V-Disc, avec entre autres In the Mood, American Patrol, Chattanooga Choo Choo, (I've Got a Gal In) Kalamazoo, Tuxedo Junction...
Elle est interprétée avec des paroles de chanson d'amour, en particulier par Nat King Cole, ou Frank Sinatra (album Moonlight Sinatra (en) de 1966) « Je suis debout à votre porte avec cette chanson que je chante au clair de lune, Je suis debout et j'attends le contact de votre main dans la nuit de Juin, Les roses chantent une sérénade de Clair de lune. Les étoiles sont rayonnantes et ce soir comment leur lumière me font rêver. Mon amour, savez-vous que vos yeux rayonnent comme des étoiles ? Je vous chante une sérénade de clair de lune, Laissons-nous dériver jusqu'au point du jour de la vallée des rêves d'amour. Juste vous et moi, un ciel d'été, une brise céleste embrassant les arbres. Je suis à votre porte et je vous chante une chanson au clair de lune, Une chanson d'amour, ma chérie, une sérénade au clair de lune... »

## Structure
La section menée par la clarinette et suivie par le saxophone est souvent considérée comme du plus pur « style Glenn Miller ». Les huit premières mesures de la mélodie suivent la forme du blues à douze mesures, écrites à la clé Do-mineur.

## Reprises
Réenregistrée et rééditée de nombreuses fois, elle est reprise par de nombreux interprètes, dont Count Basie (1939), Benny Goodman, Cab Calloway, Chet Baker, Ella Fitzgerald, Nat King Cole, Frank Sinatra (album Moonlight Sinatra (en) de 1966), Barry Manilow ou Dave (en français sous le titre Dansez maintenant de 1975)...

## Au cinéma
- 1941 : Tu seras mon mari, de H. Bruce Humberstone (premier film musical de Glenn Miller)
- 1954 : Romance inachevée, d'Anthony Mann (The Glenn Miller Story, film biographique de Glenn Miller)
- 1979 : Le Mariage de Maria Braun, de Rainer Werner Fassbinder
- 1980 : Stardust Memories, de Woody Allen
- 1988 : Big, de Penny Marshall
- 2004 : Aviator, de Martin Scorsese, avec Leonardo DiCaprio (générique de fin du film)
- 2005 : La rumeur court…, de Rob Reiner
- 2008 : Le Bon, la Brute et le Cinglé, de Kim Jee-woon (la musique tourne sur un gramophone lorsque La brute tue son commanditaire).

## A la télévision
- Dans l'épisode La Fin du monde de la série Cold Case : Affaires classées. La chanson est jouée à la radio en 1938.
- Dans Lost, Sayid et Hurley entendent la chanson avec une radio réparée (saison 2 épisode 13).
- Dans l'épisode Drôle de mort de Doctor Who, Rose et Jack dansent sur cette musique lorsqu'ils sont sur le toit du vaisseau spatial de Jack
- Dans l'épisode L'amoureux de Grand-Mère  de la série Les Simpson, Abe et Mme Bouvier dansent sur cette musique dans un bal musette.
- Dans l'épisode Photo Souvenir (S01E16) de la série Forever, Henry et son épouse danse sur cette musique en 1982.
- Dans l'épisode Cœurs solitaires (S02E07) de la série Blue Bloods, scène finale entre Henry et Frank.

## Dans la littérature
- Dans Les Chroniques de San Francisco, au tout début, la mère de Mary Ann Singleton raconte à sa fille : « Je me rappelle qu'il avait glissé cinq dollars au chef d'orchestre, pour que nous puissions danser sur Moonlight Serenade ».
- Dans le roman graphique Interlude de Céline Pieters et Celia Ducaju, paru chez Dargaud  (ISBN 978-2505122746), la chanson est interprétée par des soldats américain sur un piano de guerre durant la bataille des Ardennes (pages 17, 18 et 19)

## Quelques distinctions
- Grammy Hall of Fame Award